# Långsjön (Vårdinge socken, Södermanland)
Långsjön är en sjö i Södertälje kommun och Trosa kommun i Södermanland och ingår i Trosaåns huvudavrinningsområde. Sjön är 26 meter djup, har en yta på 5,38 kvadratkilometer och befinner sig 20,1 meter över havet.

## Delavrinningsområde
Långsjön ingår i det delavrinningsområde (654582-159349) som SMHI kallar för Utloppet av Långsjön. Medelhöjden är 24 meter över havet och ytan är 48,41 kvadratkilometer. Det finns inga avrinningsområden uppströms utan avrinningsområdet är högsta punkten. Vattendraget som avvattnar avrinningsområdet har biflödesordning 2, vilket innebär att vattnet flödar genom totalt 2 vattendrag innan det når havet efter 28 kilometer. Avrinningsområdet består mestadels av skog (67 procent). Avrinningsområdet har 6,38 kvadratkilometer vattenytor vilket ger det en sjöprocent på 13,2 procent. Bebyggelsen i området täcker en yta av 0,7 kvadratkilometer eller 1 procent av avrinningsområdet.